# マラグーティ
マラグーティ（Malaguti）は、イタリア・エミリア＝ロマーニャ州ボローニャ県サン・ラッザロ・ディ・サーヴェナに本社を置くオートバイメーカー・ブランドである。

## 沿革
- 1930年 - アントニオ・マラグーティによって自転車製造業として創業
- 1955年 - スクーター製造を開始。

## 車種
- マディソン
- パスワード
- チャックマスター
- ブログ
- チェントロ
- X3M
- F10
- F12ファントム
- クロッサー
- F15ファイアーフォックス
- イエスタデイ